# 小行星10302
小行星10302，是一顆近地小行星，其直徑大約為0.6公里，軌道置於地球與火星之間。它於1989年6月29日由帕洛馬山天文台的何林和阿魯共同發現。由在分類上，它屬於X-型小行星，代表它蘊藏不少金屬。
它是歐洲航天局的堂吉訶德小行星防衛任務中，兩顆目標小行星之一。